# Gouvernement Orbán III
Pour les articles homonymes, voir gouvernement Orbán.
IIIe République hongroise
Orbán II Orbán IV
Le gouvernement Orbán III (en hongrois : Harmadik Orbán-kormány) est le gouvernement de la Hongrie du 6 juin 2014 au 18 mai 2018, durant la septième législature de l'Assemblée nationale.

## Coalition et historique
Dirigé par le Premier ministre national-conservateur sortant Viktor Orbán, ce gouvernement est constitué et soutenu par la Fidesz-Union civique hongroise (Fidesz-MPSz) et le Parti populaire démocrate-chrétien (KNDP). Ensemble, ils disposent de 133 députés sur 199, soit 66,8 % des sièges de l'Assemblée nationale.
Il est formé à la suite des élections législatives du 6 avril 2014 et succède au gouvernement Orbán II, constitué et soutenu par une alliance identique. Lors de ce scrutin, bien que le nombre de parlementaires ait été réduit de 187 par une réforme électorale, la majorité sortante a été reconduite avec une même proportion de sièges.

### Formation
Orbán est réélu Premier ministre le 10 mai 2014.

### Succession
Lors des élections législatives hongroises de 2018, marqué par un taux de participation record depuis 2002, le Fidesz et son allié remportent 48,5 % des suffrages exprimés. Cette progression de quatre points leur permet de confirmer leur majorité des deux tiers. Le parti au pouvoir devient ainsi la première formation politique hongroise à s'imposer trois fois consécutivement aux élections législatives, depuis la chute du communisme.
Le 7 mai suivant, le président de la République János Áder confie à Orbán le soin de former le nouveau gouvernement hongrois. Les 13 ministres, dont une femme, du nouvel exécutif sont officiellement nommés une semaine plus tard, le 18 mai, par le président Áder.

## Composition
- Les nouveaux ministres sont indiqués en gras, ceux ayant changé d'attributions en italique.

| Portefeuille | Titulaire | Titulaire                              | Parti  |
| --- | --------- | -------------------------------------- | ------ |
| Premier ministre |           | Viktor Orbán                           | Fidesz |
| Vice-Premier ministre Chargé de la Politique nationale |           | Zsolt Semjén                           | KDNP   |
| Ministre directeur de cabinet du Premier ministre |           | János Lázár                            | Fidesz |
| Ministre des Affaires étrangères et du Commerce |           | Tibor Navracsics (jusqu'au 23/09/2014) | Fidesz |
| Ministre des Affaires étrangères et du Commerce |           | Péter Szijjártó                        | Fidesz |
| Ministre de l'Intérieur |           | Sándor Pintér                          | Sans   |
| Ministre de la Justice |           | László Trócsányi                       | Sans   |
| Ministre de l'Économie nationale |           | Mihály Varga                           | Fidesz |
| Ministre des Ressources humaines |           | Zoltán Balog                           | Fidesz |
| Ministre du Développement national |           | Miklós Seszták                         | KDNP   |
| Ministre de l'Agriculture |           | Sándor Fazekas                         | Fidesz |
| Ministre de la Défense |           | Csaba Hende (jusqu'au 07/09/2015)      | Fidesz |
| Ministre de la Défense |           | István Simicskó                        | KDNP   |
| Ministre sans portefeuille Chargé de l'Aménagement du territoire, des Travaux publics et de la Construction de deux réacteurs de la centrale nucléaire de Paks |           | János Süli (à partir du 02/05/2017)    | Sans   |
| Ministre sans portefeuille Chargé du Développement des villes-comtés                                                                                           |           | Lajos Kósa (à partir du 02/10/2017)    | Fidesz |